# Joëlle van Noppen
Joëlle van Noppen (Middelburg, 20 januari 1980 - Tripoli, 12 mei 2010) was een Nederlandse zangeres.
Van Noppen was van 1997 tot 2000 lid van de Nederlandse meidengroep WOW!. Tot aan haar dood was ze nog actief als zangeres in de Zeeuwse coverband Copycat en deed ze aan salsadansen.
Op 12 mei 2010 overleed ze bij een vliegtuigongeluk in Tripoli.